# Koen Sanders
Koenraad "Koen" Sanders (ur. 17 grudnia 1962 w Brugii) – belgijski piłkarz grający na pozycji prawego obrońcy lub pomocnika. Był reprezentantem Belgii.

## Kariera klubowa
Swoją karierę piłkarską Sanders rozpoczął w juniorach klubu SK Ernegem. W 1980 roku został zawodnikiem Club Brugge i w sezonie 1980/1981 zadebiutował w jego barwach w pierwszej lidze belgijskiej. W zespole z Brugii występował do końca sezonu 1983/1984.
Latem 1984 Sanders przeszedł do KV Mechelen. W sezonie 1986/1987 wywalczył z Mechelen wicemistrzostwo kraju oraz zdobył Puchar Belgii. W sezonie 1987/1988 ponownie został wicemistrzem Belgii oraz zdobył Puchar Zdobywców Pucharów (wystąpił w wygranym 1:0 finałowym meczu z Ajaksem). W sezonie 1988/1989 sięgnął z Mechelen po tytuł mistrzowski, a w lutym 1989 zdobył z nim Superpuchar Europy (zagrał w obu finałowych meczach z PSV, wygranym 3:0 i przegranym 0:1). W sezonie 1990/1991 wywalczył z Mechelen swoje trzecie wicemistrzostwo Belgii. W Mechelen występował do końca sezonu 1994/1995.
Latem 1995 Sanders został zawodnikiem KRC Harelbeke, w którym zadebiutował 5 sierpnia 1995 w wygranym 1:0 wyjazdowym meczu z Lierse SK. W Harelbeke spędził dwa sezony. W sezonie 1997/1998 występował w czwartoligowym Wevelgem City, w którym zakończył karierę.
| Sezon   | Klub          | Kraj   | Rozgrywki     | Mecze | Gole |
| ------- | ------------- | ------ | ------------- | ----- | ---- |
| 1980/81 | Club Brugge   | Belgia | Eerste klasse | 7     | 0    |
| 1981/82 | Club Brugge   | Belgia | Eerste klasse | 21    | 0    |
| 1982/83 | Club Brugge   | Belgia | Eerste klasse | 21    | 0    |
| 1983/84 | Club Brugge   | Belgia | Eerste klasse | 22    | 6    |
| 1984/85 | KV Mechelen   | Belgia | Eerste klasse | 31    | 5    |
| 1985/86 | KV Mechelen   | Belgia | Eerste klasse | 23    | 7    |
| 1986/87 | KV Mechelen   | Belgia | Eerste klasse | 33    | 1    |
| 1987/88 | KV Mechelen   | Belgia | Eerste klasse | 33    | 3    |
| 1988/89 | KV Mechelen   | Belgia | Eerste klasse | 33    | 0    |
| 1989/90 | KV Mechelen   | Belgia | Eerste klasse | 31    | 1    |
| 1990/91 | KV Mechelen   | Belgia | Eerste klasse | 32    | 1    |
| 1991/92 | KV Mechelen   | Belgia | Eerste klasse | 32    | 0    |
| 1992/93 | KV Mechelen   | Belgia | Eerste klasse | 27    | 0    |
| 1993/94 | KV Mechelen   | Belgia | Eerste klasse | 28    | 3    |
| 1994/95 | KV Mechelen   | Belgia | Eerste klasse | 28    | 2    |
| 1995/96 | KRC Harelbeke | Belgia | Eerste klasse | 25    | 0    |
| 1996/97 | KRC Harelbeke | Belgia | Eerste klasse | 7     | 0    |
| 1997/98 | Wevelgem City | Belgia | IV liga       | ?     | ?    |

## Kariera reprezentacyjna
W reprezentacji Belgii Sanders zadebiutował 27 maja 1989 w wygranym 1:0 towarzyskim meczu z Jugosławią, rozegranym w Brukseli. Grał w eliminacjach do MŚ 1990. Od 1989 do 1990 rozegrał w kadrze narodowej 4 mecze.